# Katrin Schütz

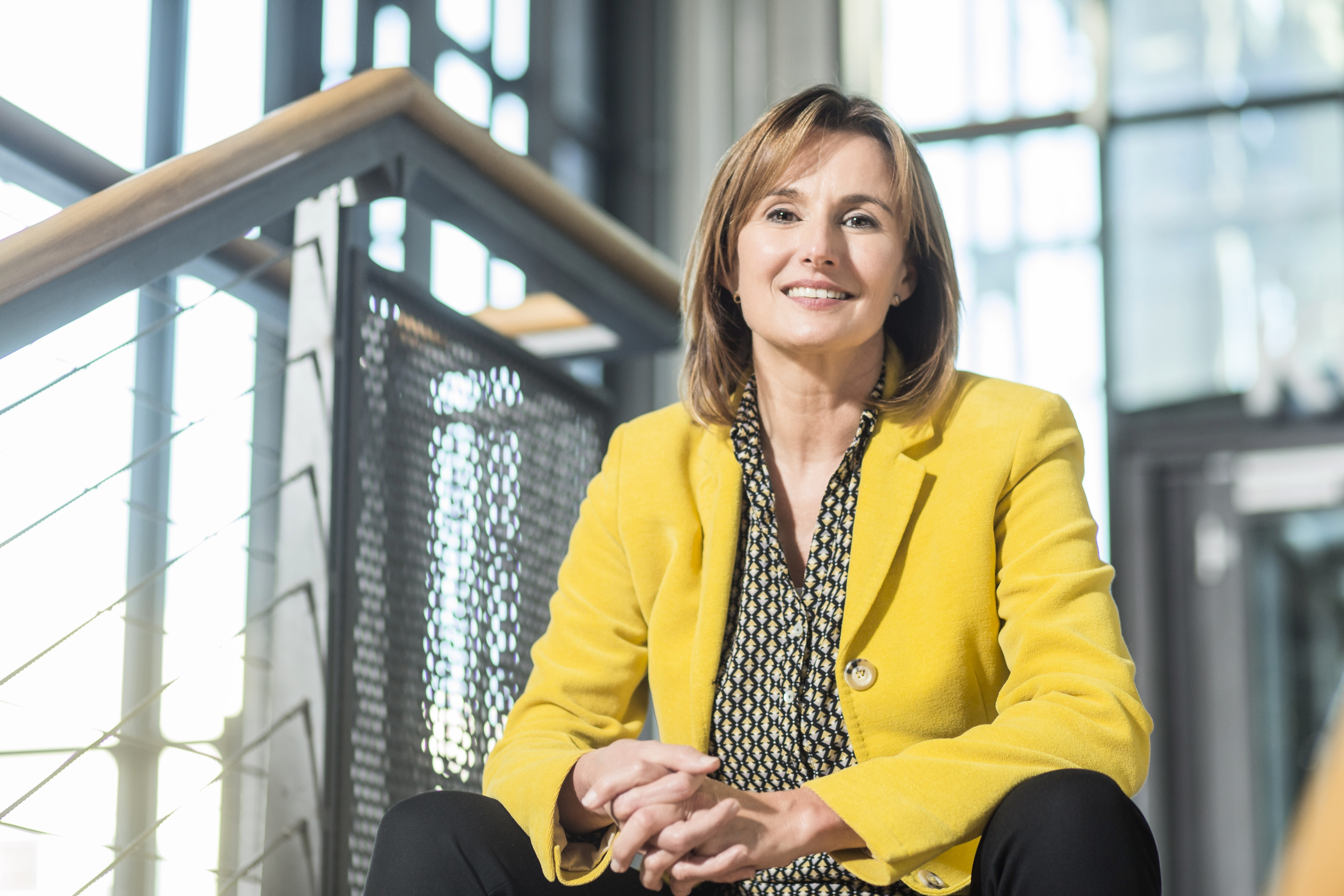
Katrin Schütz, 2019

Katrin Schütz (* 20. März 1967 in Ettlingen) ist eine deutsche Politikerin (CDU). Sie war von 2006 bis 2016 Mitglied im Landtag von Baden-Württemberg. Von April 2014 bis Juni 2016 war sie Generalsekretärin der CDU Baden-Württemberg und von Mai 2016 bis Mai 2021 Staatssekretärin im Wirtschaftsministerium von Baden-Württemberg.

## Leben und Beruf
Katrin Schütz ist das älteste von acht Geschwistern. Sie lebte fünf Jahre in den USA.
Schütz ist katholisch, verheiratet und Mutter zweier 1991 und 1994 geborener Söhne. In ihrer Freizeit ist Katrin Schütz passionierte Läuferin. Sie hat bereits mehrfach an Marathon- sowie Halbmarathonläufen in Paris, Berlin, New York und Karlsruhe teilgenommen.
Nach ihrem Schulabschluss absolvierte sie eine Ausbildung zur Damenschneiderin im Handwerk. Im Anschluss arbeitete sie als Einkäuferin, Abteilungsleiterin und war anschließend 15 Jahre Geschäftsführerin eines mittelständischen Einzelhandelsunternehmens in Karlsruhe. Sie war 20 Jahre als Ausbilderin in der beruflichen Ausbildung tätig.

## Politischer Werdegang
Katrin Schütz beendete ihre unternehmerische Tätigkeit mit ihrem Wechsel in die Politik im Jahre 2006. Sie erlangte das Direktmandat des Wahlkreises II der Stadt Karlsruhe (Karlsruhe-West, Landtagswahlkreis 28) für die CDU und war bis 2016 Mitglied des Landtags von Baden-Württemberg. Während ihrer Zeit als Abgeordnete war sie von 2006 bis 2011 stellvertretende Vorsitzende des Wissenschaftsausschusses und Mitglied im Wirtschaftsausschuss. Von 2011 bis 2016 war Schütz Mitglied im Finanz- und Wirtschaftsausschuss und Vorsitzende des Integrationsausschusses. Von 2009 bis 2010 war Katrin Schütz Mitglied der Enquetekommission „Fit fürs Leben in der Wissensgesellschaft – berufliche Schulen, Aus- und Weiterbildung“. Von 2011 bis 2014 war Schütz zudem Mitglied im Untersuchungsausschuss „EnBW-Deal“. Bei den Landtagswahlen 2016 und 2021 verfehlte sie jeweils den Wiedereinzug in den Landtag. Von Mai 2016 bis Mai 2021 war Schütz Staatssekretärin im Ministerium für Wirtschaft, Arbeit und Wohnungsbau von Baden-Württemberg.
Seit 2009 ist sie Mitglied des Landesvorstandes der CDU Baden-Württemberg, von 2011 bis 2015 war sie stellvertretende Landesvorsitzende der Frauen Union Baden-Württemberg. Seit 2009 ist Schütz Bezirksvorsitzende der Frauen Union Nordbaden. Am 14. April 2014 wurde Schütz auf Vorschlag Thomas Strobls zur kommissarischen Generalsekretärin der CDU Baden-Württemberg berufen. Ihre Bestätigung erfolgte auf dem 66. Landesparteitag am 24. Januar 2015 in Ulm.
Insbesondere an der Zukunftsinitiative „Dialog und Perspektive Handwerk 2025“ war Schütz maßgeblich beteiligt. Das Wirtschaftsministeriums und der Baden-Württembergische Handwerkstag (BWHT) wollen mit der Initiative die Zukunft des Handwerks im Südwesten sichern. Für ein gemeinsam entwickeltes Maßnahmenpaket stellte das Land 4,4 Millionen Euro bis Ende 2019 zur Verfügung.
Seit Juli 2022 ist sie Vorsitzende des CDU-Kreisverbandes Karlsruhe-Stadt. Seit 2024 ist sie Mitglied des Karlsruher Gemeinderates. 

## Ehrenamtliches Engagement
Katrin Schütz war seit 2001 Vorstandsmitglied der Wirtschaftsjunioren Baden-Württemberg und stand diesen als Vorsitzende von 2002 bis 2003 vor. In den drei Jahren von 2002 bis 2005 war sie geschäftsführendes Bundesvorstandsmitglied der Wirtschaftsjunioren Deutschlands.
2003 war sie Initiatorin des „Staffellaufs von Offenburg nach Berlin“. Idee des Staffellaufs war es, Reformen in der Politik durch Veranstaltungen und Öffentlichkeitsarbeit bundesweit voranzubringen und gesellschaftliches Engagement innerhalb und außerhalb des eigenen Verbands zu fördern. Ergebnis war das „Berliner Manifest“, dessen Übergabe anlässlich des Know-how-Transfers der Wirtschaftsjunioren an die damalige Oppositionsführerin Angela Merkel (CDU) und den damaligen Mittelstandsbeauftragten der Bundesregierung Rezzo Schlauch (Bündnis 90/Die Grünen) erfolgte.
In ihrem weiteren ehrenamtlichen Engagement setzte sie sich immer wieder für die Vereinbarkeit von Beruf und Familie ein. So vertrat sie als Wirtschafts- und Verbandsvertreterin im „Forum Familie“ die Wirtschaftsposition und war 2005 Jurymitglied des Unternehmenswettbewerbs „Erfolgsfaktor Familie“ des Bundesministeriums für Familie sowie des Bundeswirtschaftsministeriums.

## Ämter in öffentlichen Institution
Neben ihrer parteipolitischen Arbeit bekleidete Schütz verschiedenste Ämter in öffentlichen Institutionen. Schütz war von 2006 bis 2016:
- Mitglied des Verwaltungsrats des Badischen Staatstheaters[8],
- des Stiftungsrats des ZKM Karlsruhe,
- Mitglied des Aufsichtsrats der staatlich anerkannten privaten Fachhochschule Karlshochschule International University,
- Mitglied und anschließend stellvertretende Vorsitzende der Landeszentrale für Politische Bildung,
- Mitglied im Kuratorium der Hochschule Karlsruhe für Technik und Wirtschaft.[9]

Darüber hinaus war sie zuletzt
- von 2014 bis 2016 Mitglied des Verwaltungsrats der Evangelischen Diakonissenanstalt Karlsruhe-Rüppurr und
- von 2015 bis 2018 Mitglied des Beirats der L-Bank Baden-Württemberg.
- von 2009 bis 2019 stellvertretende Vorsitzende des Freundeskreises Naturschutzzentrum Karlsruhe – Rappenwörth e. V.

Aktuell hat sie folgende Funktionen neben ihrer politischen Arbeit inne:
- Aufsichtsratsvorsitzende der Staatlichen Rhein-Neckar-Hafengesellschaft Mannheim mbH
- Senatorin der Junior Chamber International
- Mitglied im Vorstand des Freundeskreises der Badischen Landesbibliothek
- Mitglied im Stiftungsrat der Stiftung Kinderland
- Mitglied des Kuratoriums des Naturkundemuseums Karlsruhe[10]
- Mitglied im Fernsehrat des ZDF[11]
- Mitglied im Aufsichtsrat der Filmakademie Baden-Württemberg[12]
- Mitglied im Aufsichtsrat der MFG Medien- und Filmgesellschaft Baden-Württemberg mbH[13]
- Mitglied im Kuratorium Ausbildungscampus Stuttgart
- Mitglied im Verwaltungsrat der Bundesagentur für Arbeit[14]
- Stellvertreterin der Vertreter des Bundesrates im Mittelstand der Kreditanstalt für Wiederaufbau (KFW)